# 狩野派

狩野永德筆　唐獅子圖　宮內廳三之丸尚藏館

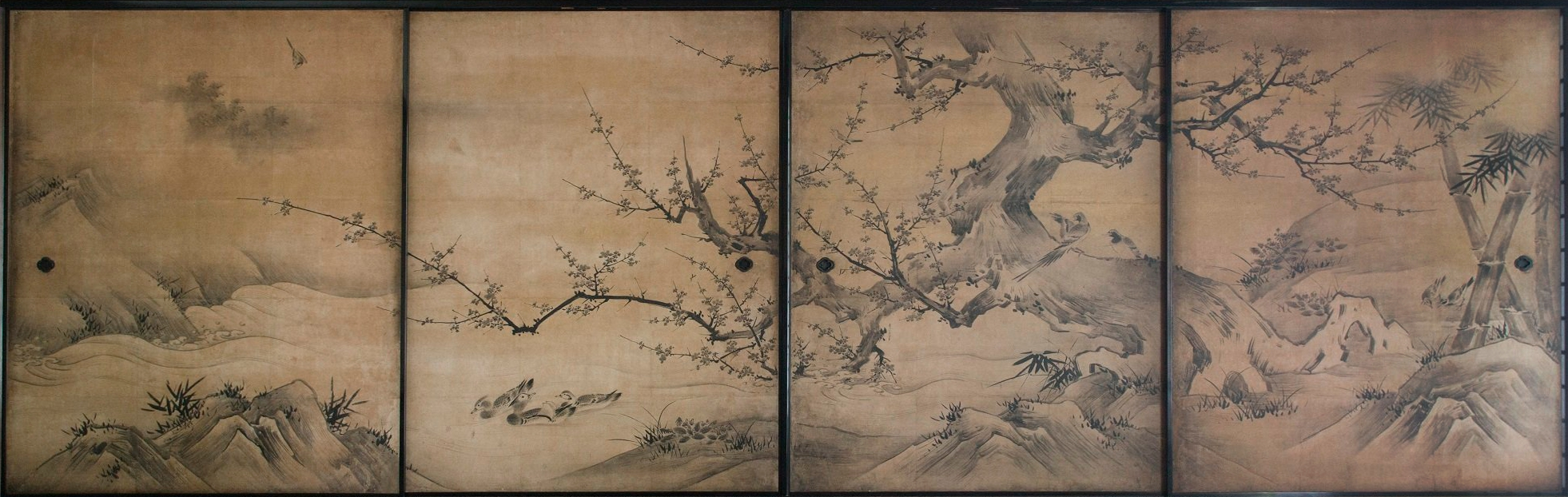
狩野永德筆　花鳥圖襖　聚光院

狩野派（かのうは）是日本繪畫史上最大的畫派，室町時代中期（15世紀）～江戶時代末期（19世紀）的約400年間活動，是位居畫壇中心的職業畫家集團。

## 概要

狩野秀賴筆　高雄觀楓圖　東京國立博物館

狩野派是以親子、兄弟等血緣關係為主軸的職業畫家集團，約4世紀長期君臨一國的畫壇，在世界上是絕無僅有的例子。以室町幕府的御用繪師狩野正信為始祖，子孫在室町幕府崩壞後作為織田信長、豐臣秀吉、德川將軍家等之繪師，和權力者結合，成為畫壇的中心，從內裏、城郭、大寺院等的障壁畫到扇面等的小型畫，對日本美術界有絕大的影響。

## 系圖

柏树 东京国立博物馆

```
正信

 ┃

元信

 ┃

直信(松榮)

 ┣━━━━━┓

州信(永德)
　
宗秀

 ┣━━━━━┓

光信
　　　　
孝信

 ┃　　　　　┣━━━━┳━━━━━━━┓

貞信
　　　
守信(探幽)
　
尚信
　　　　　　
安信

　　　　　　　　　　　 ┃　　　　　　　┃
　　　　　　　　　　　
常信
　　　　　　
時信

　　　　　　　　　　　 ┣━━━┓　　　┃
　　　　　　　　　　　
周信
　　
岑信
　　
主信

　　　　　　　　　　　 ┃
　　　　　　　　　　　
古信

　　　　　　　　　　　 ┃
　　　　　　　　　 
榮川院典信

　　　　　　　　　　　 ┃
　　　　　　　　　 
養川院惟信

　　　　　　　　　　　 ┃
　　　　　　　　　 
伊川院榮信

　　　　　　　　　　　 ┃
　　　　　　　　　 
晴川院養信

　　　　　　　　　　　 ┃
　　　　　　　　　 
勝川院雅信
```

### 稻荷橋狩野家
```
元信

 ┃

秀賴

 ┃

真笑

 ┃

了承

 ┃

春雪

 ┣━━━┓

春賀
　　
春湖
```

## 關連項目
- 狩野正信
- 狩野元信
- 狩野永德
- 狩野山樂
- 狩野探幽
- 狩野梅玄
- 英一蝶